# Waage von Medemblik

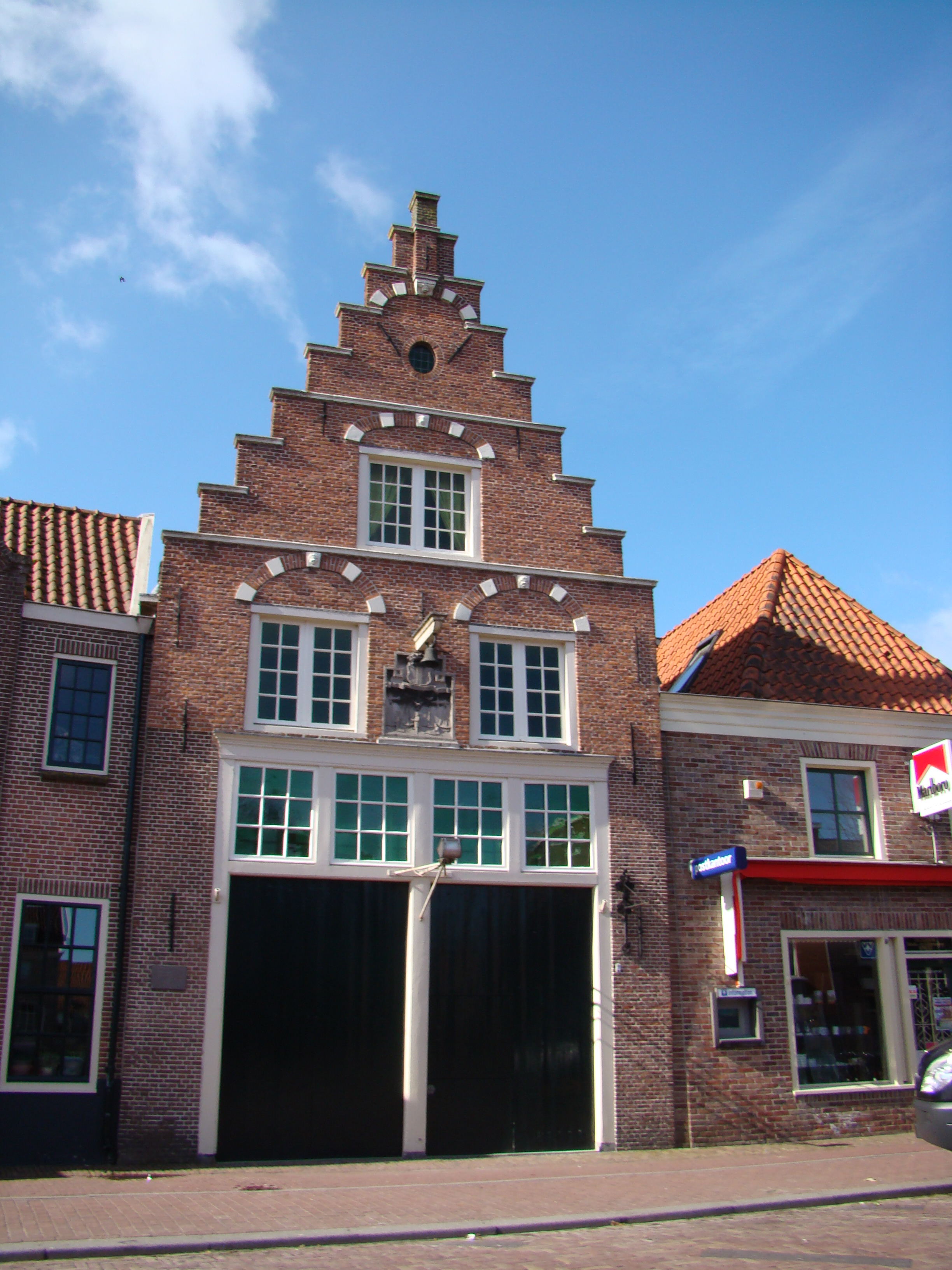
Waage von Medemblik im Jahre 2010

Die Waage von Medemblik  steht am Käsemarkt, am Rand der Altstadt. Bei dem Gebäude handelte es sich ursprünglich um ein Wohnhaus, das 1692 zur Waage umgebaut wurde. Mit dieser Nutzungsänderung wurde eine Waage aus dem 14. Jahrhundert ersetzt, die gegenüber der Bonifatiuskirche stand und wegen Baufälligkeit abgerissen wurde.
Das Gebäude, in dem die Waage eingerichtet wurde, hat zwei Geschosse und eine Fassade mit zwei Tor- und Fensterachsen und einen Treppengiebel. Auf der Höhe des ersten Obergeschosses befindet sich in der Mittelachse ein Relief, auf dem zwei Balkenwaagen, ein Wiegemeister und ein Kaufmann dargestellt sind. Darüber hängt an einem auskragenden Balken eine Glocke, die von dem Vorgängergebäude stammt. Hinter jedem Tor ist jeweils eine an einem Laufbalken hängende verschiebbare Balkenwaage eingerichtet. Im Inneren befindet sich als besondere Einrichtung auch noch als eine Art Möbelstück ein aus Holz gebautes Wiegemeisterbüro, das 1973 restauriert wurde.
Die Nutzung des Gebäudes erfolgte in jüngerer Zeit als Blumenladen. Nach dem Besitzerwechsel im Dezember 2018 sollte in dem Innenraum ein Bistro eingerichtet werden.